# فيديو غيمز (أغنية)
تعديل مصدري - تعديل  
فيديو غيمز (بالإنجليزية: Video Games) (بالعربية: ألعاب فيديو) هي أغنية للمغنية وكاتبة الأغاني الأمريكية لانا دل راي مِن ألبومها الثاني Born To Die، وهي مِن كلمات لانا دل راي وجاستن باركر ومِن إنتاج روبوبوب. أُطلِق فيديو كليب الأغنية على الإنترنت في 29 يونيو 2011 وهو مِن إخراج المغنية نفسها، وجرى بعد ذلك إطلاق الأغنية في الأسطوانة المطولة Lana Del Rey ثم أطلِقتْ كأول أغنية منفردة مِن ألبوم Born To Die في 7 أكتوبر 2011، وتُصنّف الأغنية موسيقياً كقصة شعرية تستند إلى نمط الباروك بوب وتتحدث كلماتها عن فتاةٍ تجد السلوان في لحظاتٍ بسيطة مِن الحياة كمشاهدة حبيبها يلعب بألعاب الفيديو. نالتْ الأغنية استحسان النقاد الذين أثنوا على الإنتاج السينمائي للأغنية إلى جانب الأداء الصوتيّ المميز للانا دل راي، كما حققتْ الأغنية نجاحاً تجارياً فاحتلتْ المركز الأول في قوائم المبيعات في ألمانيا ولوكسمبورغ ووصلتْ للمراتب العشر الأولى في بلجيكا، وفرنسا، وبولندا، وبريطانيا إلى جانب دولٍ أخرى واحتلتْ المرتبة الـ 91 لقائمة بيلبورد هوت 100 في الولايات المتحدة، كما نالتْ الأغنية شهادة بلاتينيوم في أربع دول هي أستراليا والنمسا وبلجيكا وبريطانيا.

## الموسيقى والكلمات
مدة الأغنية أربع دقائق و42 ثانية، وقد كتبتها لانا دل راي وجاستن باركر عبر مفتاح فا مرتفع صغير الموسيقيّ، وتبلغ سرعة إيقاع الأغنية 123 إيقاع للدقيقة، ويتراوح صوت لانا دل راي ما بين مفتاح مي منخفض كبير ومفتاح لا منخفض كبير وقد صُنِفَتْ الأغنية موسيقياً بأنها باروك بوب. قالتْ ليندسي جونستون الكاتبة في صحيفة ذا سكوتسمان أن الأغنية تتحدث عن ‘‘الألم الشديد الذي يُصاحب السعي للتمسك بوهم السعادة’’ وقالتْ لانا دل راي في مقابلة مع مجلة ذا كيوتوس الرقمية أنها استلهمتْ كلمات الأغنية مِن علاقتها مع حبيبها السابق حيث علّقتْ: ‘‘أعتقد أننا اجتمعنا معاً لأننا كنا كالغرباء عن هذا العالم، لقد كان كانت علاقتنا مثالية لكن اكتفاءنا ببعضنا كان يُصاحبه حزن لأن حياتنا كانت عادية جداً’’، وقالتْ لانا دِلْ راي حول أداءها الصوتيّ في ألبوم Born To Die: ‘‘أنا أغني بنبرة منخفضة الآن، لكن صوتي كان أعلى من ذلك بكثير في السابق. لم يكن الناس يأخذونني على محمل الجد كمغنية؛ لذا قمتُ بتخفيض نبرة صوتي في الأداء على أمل أن يُساعدني ذلك على البروز، والآن أنا أغني بصوت منخفض على الأقل بالنسبة إلى فنانة (امرأة)’’. وصف الكثير مِن النقاد الأغنية بأنها ‘‘سينمائية’’ في حين وُصِفَتْ كلماتها بأنها ‘‘مناهضة للأنثوية’’.

## آراء النقاد
نالتْ الأغنية استحسان النقاد الذين أثنوا على الإنتاج السينمائي للأغنية إلى جانب الأداء الصوتيّ المميز للانا دل راي. قال إيان كوهين الكاتب في مجلة بيتشفورك ميديا الإلكترونية أن لانا دل راي ‘‘تُغني بصوتٍ أجش وشهواني مما يُذكر بالمغنية كات باور’’ وقال روبرت كوبسي الكاتب في موقع ديجيتال سباي أن المغنية تُغني بصوتٍ ‘‘يكاد يُطابق صوت المغنية نانسي سيناترا’’، كما أثنى أليكسيس بتريديس الكاتب في صحيفة الغارديان على أداء لانا دل راي الصوتيّ ووصف الأغنية بأنها أفضل أغنية في عام 2011 وأضاف: ‘‘مِن المُغري القول بأنه عندما تكون أي أغنية بهذه الجودة، يُصبح مِن غير المهم مِن يُغنيها لكن ذلك غير صحيح فأنا لا أكاد أتخيل أي أحدٍ سوا لانا دل راي يُغنيها’’ وفي استفتاءٍ لمجلة إن إم إي الإلكترونية صنف القُرّاء الأغنية كعاشر أفضل أغنية لعام 2011 وقالت أماندا دوبيس الكاتبة في مجلة نيويورك تعليقاً على الأغنية أنه مِن الصعب فصل موسيقى لانا دل راي عن الانتقادات التي وُجّهتْ ضدها، في حين قال لوك لارسن الكاتب في مجلة باستي: ‘‘ لقد أحدث الناس ضجة عندما نزلتْ الأغنية على الإنترنت لكن ذلك لم يكن بسبب شفاه لانا دل راي المزيّفة أو بسبب ماضيها بل لأنهم عثروا على صوتٍ جديد وأغنيةٍ جميلة، أليس هذا هو المهم في النهاية؟’’ وقالت كريستينا نيليز الكاتبة في موقع دراوند إن ساوند أن الأغنية تُذكرها بأفلام ديفيد لينش كما أضافتْ الكاتبة أن بالرغم مِن كل الضوضاء على الإنترنت فإن الأغنية لازلتْ ‘‘سحرية’’ و‘‘رائعة’’ و‘‘كلاسيكية’’. اختار النقاد الأغنية للمرتبة السابعة في قائمة أفضل أغاني عام 2011 في الاستطلاع السنوي باز أند جوب الذي تُعدّه صحيفة ذا فيليج فويس، كما اختارتْ مجلة إن إم إي الأغنية كأفضل أغنية لعام 2011.

## الأداء التجاري
حققتْ الأغنية نجاحاً تجارياً فاحتلتْ المركز الأول في قوائم المبيعات في ألمانيا ولوكسمبورغ وسلوفاكيا، واحتلتْ المركز الثاني في قوائم مبيعات النمسا وبلجيكا وفرنسا وسويسرا، كما دخلتْ المراكز العشر الأولى في قوائم مبيعات البرازيل وجمهورية التشيك وأيرلندا وبولندا والبرتغال واسكتلندا وبريطانيا، واحتلتْ الأغنية المرتبة الـ 91 في قائمة بيلبورد هوت 100 في الولايات المتحدة. نالتْ الأغنية شهادة بلاتينيوم في أربع دول هي أستراليا والنمسا وبلجيكا وبريطانيا ونالتْ شهادة غولد (ذهبي) في كندا وألمانيا وإيطاليا والولايات المتحدة.

## فيديو كليب
فيديو كليب الأغنية مِن إخراج لانا دل راي، حيث قامتْ بتصوير نفسها عبر كاميرا الويب ويتضمن الفيديو لقطات مِن أفلام منزلية وأفلام سينمائية إلى جانب مشهدٍ للممثلة الأمريكية باز دي لا هويرتا وهي تسقط مِن جراء الثمالة أمام كاميرات الباباراتزي. قالتْ لانا دل راي عندما سُئلتْ إذا ما كانت ستُغيّر أي شيء في الفيديو: ‘‘لو أنني عرفتُ أن كثيراً مِن الناس سيُشاهدون الفيديو، لكنتُ قد قمتْ بجهدٍ أكبر للعمل عليه، ولكنتُ حسّنتْ مِن تسريحة شعري ومكياجي نظراً لأن الجميع يتحدثون عن وجهي طوال الوقت، ولكنتُ أضفتْ حبكة لقصة الفيديو’’، كما قالتْ أنها كانت تحاول أن تظهر بمظهر جيد وأنيق في الفيديو وليس بمظهر ‘‘مثير’’. قال إيان كوهين الكاتب في مجلة بيتشفورك ميديا الإلكترونية أن الفيديو يُعبّر عن ‘‘الإحباط والاستسلام لعلاقة رومانسية’’ وقالت أماندا دوبيس الكاتبة في مجلة نيويورك أن الفيديو ’’لفتْ انتباه الناس على نحوٍ مُتوقع’’. في 18 أكتوبر 2011 قامتْ لانا دل راي بتحميل فيديو جديد للأغنية وهو مِن إخراج بين كولان.

## الأداء الحيّ
أدتْ لانا دل راي الأغنية في مهرجان باوري بالروم الموسيقيّ حيث علّقتْ مجلة رولينغ ستون عن أداءها هناك قائلة: ‘‘بالرغم مِن أن لانا دِلْ راي كانت مُتوترة وقلقة إلا أنها غنّتْ بثقة كبيرة’’، كما أدتْ لانا دِلْ راي أغنية "Video Games" في حفلٍ في فندق تشاتي مارموت في لوس أنجلوس وقامتْ بأداء الأغنية في حفل جائزة إيكو في برلين في 22 مارس 2012 وأدتْ لانا دِلْ راي الأغنية في برامج تلفزيونية كبرنامج دي ويريلت درايت الهولندي وبرنامج لايتور ويذ جولز هولاند البريطاني، كما قامتْ أيضاً بأداء الأغنية في برنامج ساترداي نايت لايف في 14 يناير 2012 لكن نال أداءها آراءً سلبية من النقاد بمن فيهم برايان ويليامز مذيع قناة إن بي سي الأمريكية والذي وصف أدءها بأنه ‘‘الأسوأ في تاريخ [البرنامج]’’ غير أن الممثليّن الأمريكي أندي سامبيرج والبريطاني دانييل رادكليف - الذين قدّما حلقة البرنامج - دافعا عن أداءها وقال رادكليف أن النقد الذي وُجّه إليها لم يكن ضد أداءها بل ضد ‘‘ماضيها وعائلتها’’ وقامتْ لانا دِلْ راي بدورها بالدفاع عن نفسها قائلة: ‘‘أنا مغنية جيد... إنني أُغنيّ منذ وقتٍ طويل وأعتقد أن لورن مايكلز [مُبتكر البرنامج] يعرف ذلك، فقراره لم يكن اعتباطياً’’. أدتْ لانا دل راي الأغنية خلال جولاتها الموسيقية عام 2012 وعام 2013 وعام 2015.

## قوائم المبيعات
| القائمة (2011-2012)                                  | الترتيب |
| ---------------------------------------------------- | ------- |
| أستراليا (أريا تشارتس)                               | 23      |
| النمسا (أو3 النمسا توب 40)                           | 2       |
| بلجيكا (أولتراتوب)                                   | 2       |
| البرازيل                                             | 2       |
| كندا                                                 | 72      |
| جمهورية التشيك (الاتحاد الدولي للصناعة الفونوغرافية) | 3       |
| الدنمارك (تراكليسن)                                  | 18      |
| فنلندا (تسجيلات فنلندا الرئيسية)                     | 14      |
| فرنسا (سنديكا ناسيونال دي ليديسيون فونوغرافيك)       | 2       |
| ألمانيا (جي إف كاي إنترتاينمنت تشارتس)               | 1       |
| أيرلندا (ترتيب أغاني أيرلندا)                        | 6       |
| إيطاليا (فيديرازيوني إندستريا ميوزيكالي إيتاليانا)   | 27      |
| لوكسمبورغ                                            | 1       |
| اليابان (يابان هوت 100)                              | 21      |
| هولندا (هولندا توب 40)                               | 11      |
| بولندا (بوليش أيربلاي توب 100)                       | 5       |
| البرتغال (بيلبورد)                                   | 5       |
| اسكتلندا (أو سي سي)                                  | 10      |
| سلوفاكيا (الاتحاد الدولي للصناعة الفونوغرافية)       | 1       |
| أسبانيا (برودوكوتوريس دي ميوزيكا دي إسبانيا)         | 33      |
| السويد (سويرجتوبليستان)                              | 56      |
| سويسرا (سويس هيتبارادي)                              | 2       |
| بريطانيا (أو سي سي)                                  | 9       |
| الولايات المتحدة (بيلبورد هوت 100)                   | 91      |

| القائمة (2011)                                 | الترتيب |
| ---------------------------------------------- | ------- |
| بلجيكا (أولتراتوب)                             | 40      |
| فرنسا (سنديكا ناسيونال دي ليديسيون فونوغرافيك) | 60      |
| ألمانيا                                        | 19      |
| هولندا (سنغل ميغا توب 100)                     | 32      |

| القائمة (2012)                             | الترتيب |
| ------------------------------------------ | ------- |
| بلجيكا (أولتراتوب)                         | 15      |
| فرنسا (سينديكا ناشينال ديليدشن فونوغرافيك) | 7       |
| ألمانيا (ميديا كونترول أي جي)              | 33      |
| بريطانيا (أو سي سي)                        | 87      |

| القائمة                                        | الترتيب |
| ---------------------------------------------- | ------- |
| فرنسا (سنديكا ناسيونال دي ليديسيون فونوغرافيك) | 38      |

## تاريخ الإصدار
| البلد            | التاريخ        | الصيغة      | الشركة                    | المرجع |
| ---------------- | -------------- | ----------- | ------------------------- | ------ |
| ألمانيا          | 7 أكتوبر 2011  | تحميل رقمي  | بوليدور، إنترسكوب ريكوردز | [ 80 ] |
| سويسرا           | 7 أكتوبر 2011  | تحميل رقمي  | بوليدور، إنترسكوب ريكوردز | [ 80 ] |
| بريطانيا         | 17 أكتوبر 2011 | جرامافون    | ستراينجر ريكوردز          | [ 81 ] |
| ألمانيا          | 25 أكتوبر 2011 | جرامافون    | ستراينجر ريكوردز          | [ 82 ] |
| ألمانيا          | 4 نوفمبر 2011  | قرص مضغوط   | فيرتيجو ريكوردز           | [ 83 ] |
| ألمانيا          | 2 ديسمبر 2011  | Maxi Single | فيرتيجو ريكوردز           | [ 84 ] |
| بلجيكا           | 6 يناير 2012   | تحميل رقمي  | بوليدور، إنترسكوب ريكوردز | [ 85 ] |
| فنلندا           | 6 يناير 2012   | تحميل رقمي  | بوليدور، إنترسكوب ريكوردز | [ 86 ] |
| لوكسمبورغ        | 6 يناير 2012   | تحميل رقمي  | بوليدور، إنترسكوب ريكوردز | [ 87 ] |
| هولندا           | 6 يناير 2012   | تحميل رقمي  | بوليدور، إنترسكوب ريكوردز | [ 88 ] |
| بريطانيا         | 23 يناير 2012  | Maxi Single | بوليدور                   | [ 89 ] |
| الولايات المتحدة | 28 فبراير 2012 | Remix EP    | بوليدور، إنترسكوب ريكوردز | [ 90 ] |